# نیکلا اره‌را
نیکلا اِره‌را (فرانسوی: Nicolas Errèra‎؛ زادهٔ ۲۱ مهٔ ۱۹۶۷) موسیقی‌دان و آهنگساز اهل فرانسه است. وی از سال ۱۹۹۸ میلادی تاکنون مشغول فعالیت بوده‌است.

## گزیدهٔ فیلم‌شناسی
- آتش خشم (۲۰۲۱)
- سفر خارق‌العاده مرتاض (۲۰۱۸)
- طوفان سفید (۲۰۱۳)
- شائولین (۲۰۱۲)
- تماس (۲۰۰۸)
- خیابان (۲۰۰۴؛ ساخت آهنگ برای این فیلم قدیمی)
- پروانه (۲۰۰۲)